# Castelo de Saint-Élix-Séglan
O Château de Saint-Élix é um castelo na comuna de Saint-Élix-Séglan em Haute-Garonne, na França.
O castelo foi construído originalmente no século XIV, com desenvolvimentos nos séculos XV e XVII. É constituído por um núcleo medieval, uma casa-torre dos séculos XIV-XV e uma casa de dois pisos construída no século XVII.
Uma propriedade privada, está classificado desde 1991 como monumento histórico pelo Ministério da Cultura da França.